# 上顎第一大臼歯
上顎第一大臼歯（じょうがくだいいちだいきゅうし、英語: maxillary first molar）とは、上顎歯列で第二小臼歯の遠心側に隣接する歯のこと。正中から六番目にあることから上顎6番とも言う。
近心側隣接歯：上顎第二小臼歯
遠心側隣接歯：上顎第二大臼歯
対合歯：下顎第一大臼歯と下顎第二大臼歯
歯冠が完成するのは二歳半～三歳時、萌出は六～七歳、歯根完成は九～十歳の時である。下顎第一大臼歯と並び、永久歯で最も早く萌出する歯であったが、近年の統計では下顎中切歯より萌出が遅れる。噛む力は非常に強く、最大で60kgに達する。また最も虫歯になりやすい歯である。6歳頃に生えてくることから6歳臼歯とも呼ばれる。